# Phaeoseptoria
Phaeoseptoria is een geslacht van schimmels behorend tot de familie Phaeosphaeriaceae. De typesoort is Phaeoseptoria papayae, maar deze werd later hernoemd naar Phaeosphaeria papayae.

## Soorten
Volgens Index Fungorum telt het geslacht 39 soorten (peildatum maart 2023):
| Soortnaam                     | Auteur(s)                        | Publicatiejaar |
| ----------------------------- | -------------------------------- | -------------- |
| Phaeoseptoria agropyri-ramosi | Vasyag.                          | 1970           |
| Phaeoseptoria airae           | (Grove) R. Sprague               | 1943           |
| Phaeoseptoria bougainvilleae  | V.P. Sahni                       | 1968           |
| Phaeoseptoria calamagrostidis | R. Sprague                       | 1943           |
| Phaeoseptoria canadensis      | Bubák & Dearn.                   | 1916           |
| Phaeoseptoria caricicola      | (Sacc.) R. Sprague               | 1954           |
| Phaeoseptoria caricis         | Tehon & E.Y. Daniels             | 1925           |
| Phaeoseptoria contortae       | Parmelee & Y. Hirats.            | 1970           |
| Phaeoseptoria czuiliensis     | (Byzova) Byzova                  | 1970           |
| Phaeoseptoria dolichi         | M.I. Nikol.                      | 1970           |
| Phaeoseptoria elymi           | R. Sprague                       | 1943           |
| Phaeoseptoria eucalypti       | Hansf.                           | 1957           |
| Phaeoseptoria eugeniae        | Viégas                           | 1945           |
| Phaeoseptoria festucae        | R. Sprague                       | 1943           |
| Phaeoseptoria japonica        | Hara                             | 1918           |
| Phaeoseptoria johnstonii      | N.D. Sharma                      | 1982           |
| Phaeoseptoria longispora      | (Bondartsev) Vasyag.             | 1970           |
| Phaeoseptoria luzonensis      | Tak. Kobay.                      | 1978           |
| Phaeoseptoria macrospora      | Pisareva                         | 1970           |
| Phaeoseptoria multiseptata    | Frandsen                         | 1943           |
| Phaeoseptoria musae           | Punith.                          | 1977           |
| Phaeoseptoria oryzae          | I. Miyake                        | 1910           |
| Phaeoseptoria peltigerae      | Punith. & Spooner                | 1997           |
| Phaeoseptoria phalaridis      | (Trail) R. Sprague               | 1943           |
| Phaeoseptoria poae            | R. Sprague                       | 1948           |
| Phaeoseptoria pyri            | R.K. Verma                       | 1993           |
| Phaeoseptoria rostrupii       | (Lind) Jørst.                    | 1967           |
| Phaeoseptoria roupalae        | Bat. & Cavalc.                   | 1966           |
| Phaeoseptoria rubiae          | Nann.                            | 1928           |
| Phaeoseptoria sapotaceicola   | Bat., Cavalc. & A.A. Silva       | 1967           |
| Phaeoseptoria scirpi          | Wehm.                            | 1946           |
| Phaeoseptoria setariae        | Punith.                          | 1981           |
| Phaeoseptoria shoreae         | R.K. Verma, Soni & N. Sharma     | 2008           |
| Phaeoseptoria stenocalycis    | Bat., H.P. Upadhyay & J.P. Costa | 1966           |
| Phaeoseptoria tecomae         | Bat. & Peres                     | 1962           |
| Phaeoseptoria triticalina     | Punith.                          | 1980           |
| Phaeoseptoria urvilleana      | (Speg.) R. Sprague               | 1943           |
| Phaeoseptoria vermiformis     | Punith. & J.M. Waller            | 1980           |
| Phaeoseptoria xanthorrhoeae   | Sivan. & B. Sutton               | 1985           |